# Supercoppa italiana di Serie A2 2023
La Supercoppa italiana di Serie A2 2023 si è svolta il 10 aprile 2023: al torneo hanno partecipato due squadre di club italiane e la vittoria finale è andata per la prima volta alla Callipo.

## Regolamento
Le squadre hanno disputato una gara unica.

## Squadre partecipanti
| Squadra          | Qualificazione                                                          |
| ---------------- | ----------------------------------------------------------------------- |
| Callipo          | Vincitrice Coppa Italia di Serie A2 2022-23                             |
| Libertas Brianza | Migliore classifica al termine della regular season di Serie A2 2022-23 |

## Torneo
| 10 aprile 2023 PalaMaiata, Vibo Valentia Durata: 1h:17 - Spettatori: 1 353 | Callipo | 3 - 0 | Libertas Brianza | 25-16, 25-17, 25-21 |